# エリック・ディッカーソン
エリック・ディッカーソン（Eric Dickerson 1960年9月2日-）はテキサス州シーリー出身のアメリカンフットボール選手。ポジションはランニングバック。NFLのシーズンラッシング記録2,105ヤードを保持している。

## 経歴

### プロ入りまで
彼は祖母のテキサス州内にとどまってほしいとの願いを受けて、テキサス農工大学、オクラホマ大学、南カリフォルニア大学、南メソジスト大学の中から南メソジスト大学への進学を決定した。祖母は同大学のコーチ、ロン・メイヤーを好んでいた。彼が大学4年の時に運転していたポンティアック・トランザムについてはリクルーティング違反ではないかという騒動も起きた。
大学入学後当初、クレイグ・ジェームズ及びもう1人の選手とプレータイムを分け合っていたがその選手が負傷しディッカーソンはジェームズと併用されることとなった。彼らに率いられた攻撃は「ポニー・エクスプレス」と呼ばれた。ディッカーソンは4年間で790回のキャリーで4,450ヤードを走ったがこれはアール・キャンベルが作ったサウスウェスト・カンファレンスの記録を更新するものであった。また彼があげた48回のタッチダウンはドーク・ウォーカーが作った大学記録に並ぶものとなった。4年次もジェームズと併用された彼はハイズマン賞の投票では3位に終わったものの1982年のオールアメリカン・ファーストチームに、前年の1981年もオールアメリカン・セカンドチームに選ばれた。

### ロサンゼルス・ラムズ
当初彼はUSFLのロサンゼルス・エクスプレスへの入団も検討したが彼が入団したのはNFLのロサンゼルス・ラムズであった。彼は1983年のNFLドラフト1巡目全体2位でロサンゼルス・ラムズに指名されて入団した。彼は1年目から390回のランで1,808ヤードを獲得、18ラッシングタッチダウンをあげた。これらは全てNFLの新人記録であった。彼はレシーブでも2タッチダウンをあげてプロボウル、オールプロ、ルーキー・オブ・ザ・イヤーに選ばれた。
2年目の1984年、彼はこれまでO・J・シンプソンが持っていたシーズンラッシング記録を100ヤード以上塗り替える2,105ヤードを走った。このシーズンラン平均で5.6ヤードを走った彼はチームをプレーオフに導いた。
1985年、契約でチームともめた彼は最初の2試合を欠場したが1,234ヤードを走った。この年プロボウル選出は逃したもののダラス・カウボーイズとのプレーオフではプレーオフ新記録となる248ヤードを走った。この年よりラムズと彼の間では契約トラブルが続き、1987年に3試合出場したところでインディアナポリス・コルツのコーネリアス・ベネット、バッファロー・ビルズのグレッグ・ベルやドラフト指名権などの三角トレードでインディアナポリス・コルツに移籍した。

### インディアナポリス・コルツ
コルツに移籍後9試合しか出場しなかったものの1,011ヤードを走り、シーズン合計で1,288ヤードを走った。彼の活躍などによりコルツはこの年1977年以来10シーズンぶりにプレーオフ出場を果たした。
1988年、彼は1,659ヤードを走りコルツの選手としては1955年のアラン・アメチー以来となるリーディングラッシャーとなった。1989年にも1,311ヤードを走り、シーズン中にキャリア91試合目（ジム・ブラウンが98試合目、バリー・サンダースが103試合目、エミット・スミスが106試合目、ラダニアン・トムリンソンが106試合目で通算10,000ヤード達成している。）で10,000ヤード（10,000ヤードラッシャーとしては史上7人目）を突破するNFL史上最速記録を作った。1989年までのプロ入りから7シーズン全てで彼は1,000ヤードラッシャーとなるNFL記録を作り、リーディングラッシャーにも4回輝いた。
しかしその後のコルツでの2年は怪我や契約のトラブルなどにより十分な活躍を見せることができなかった。29歳となった彼はNFLで最高給のランニングバックとなった。当時の年報によれば年俸140万ドルであった。1990年シーズン開幕前、彼とコルツの契約はもつれ、チームは彼をインアクティブリストに入れた。これにより7試合に欠場することとなった彼は60万ドルのサラリーを失った。復帰して6試合目のシンシナティ・ベンガルズ戦で143ヤードを走った彼はジム・ブラウンの記録を抜き、ウォルター・ペイトン、トニー・ドーセットに次いで通算ラン歴代3位となった。
1991年も契約でもめて開幕から3試合欠場した彼は怪我や加齢によりわずか536ヤード獲得に留まった。またチームはNFLワーストの1勝15敗に終わった。

### その後
1992年4月26日、彼はドラフト4巡、8巡指名権とのトレードでロサンゼルス・レイダースに移籍した。この年デンバー・ブロンコス戦、サンディエゴ・チャージャーズ戦で100ヤードを越えるランを見せた彼は100ヤード以上獲得した試合を通算64試合まで伸ばしたりカンザスシティ・チーフスとのマンデーナイトフットボールで40ヤードのラッシングタッチダウンをあげるなどチームのリーディングラッシャーとなった。10月18日のシアトル・シーホークス戦で通算ラン獲得ヤードを12,749ヤードとし、トニー・ドーセットを抜いてウォルター・ペイトンの16,726ヤードに次いで、通算ラン獲得ヤードでNFL歴代2位となった。
翌1993年7月7日、彼はドラフト6巡指名権とのトレードでアトランタ・ファルコンズに移籍した。彼は控えRBとして起用された。9月27日のピッツバーグ・スティーラーズとのマンデーナイトが全米中継される試合での彼の最後の姿となった。10月13日に彼は3年目のコーナーバック、ブルース・ピケンズとともにグリーンベイ・パッカーズのジョン・スティーブンスとトレードされた。トレードの1週間後、彼はファルコンズのヘッドコーチ、ジェリー・グランビルが若手を起用したがっているため自身が放出されたと語った。その翌日ファルコンズの首脳はディッカーソンの述べたことは彼の勘違いであると発表した。彼はパッカーズのフィジカルチェックをクリアできず歴代2位のラッシング記録を残し現役を引退した。
11シーズンで彼は当時歴代2位の13,259ヤードを走り、90タッチダウンランをあげた。またレシーブ281回で2,137ヤードを獲得、6タッチダウンをあげている。プロボウルには6回、オールプロにも5回選出された。
1999年にプロフットボール殿堂入りを果たしている。コルツに在籍した選手としてはボルチモアからインディアナポリスに移転後初の殿堂入り選手となった。またこの年、スポーティングニュースが選ぶ100人の偉大なフットボール選手の38位にランクされている。2000年にはマンデーナイトフットボールの解説も務めた。
2007年、彼はロサンゼルスのテレビ局、KCBSでNFLの試合開始前、試合終了後に行われる番組の解説者を務めた。
現在彼はロサンゼルス・ラムズ時代のチームメート、リロイ・アービンとスポーツメモラビアの会社を経営している。この会社は2006年にNFLのライセンスを受けてオーセンティック・レプリカジャージなどを販売している。
2012年、ホイル・グレンジャーや、アルツハイマー病の末、亡くなったデビッド・ランスフォード、アーニー・スタウトナーの遺族らとNFLを脳震盪問題で訴えた。
2014年、テレビドラマ『Hawaii Five-0』のシーズン5 エピソード6にゲスト出演。